# Selevk I. Nikator
Selevk I., znan po nadimku Nikator (»zmagovalec«; starogrško Σέλευκος Νικάτωρ, latinizirano: Séleukos Nikátor), starogrški general, * okrog 358 pr. n. št., † 281 pr. n. št.
Bil je eden izmed generalov Aleksandra Velikega. Po vojni diadohov, ki se je vnela po Aleksandrovi smrti, je ustanovil Selevkidsko cesarstvo, ki je obsegalo skoraj ves azijski del Aleksandrovega cesarstva.